# Crossoloricaria rhami
Crossoloricaria rhami är en fiskart som beskrevs av Isaac J.H. Isbrücker och Nijssen, 1983. Crossoloricaria rhami ingår i släktet Crossoloricaria och familjen Loricariidae. Inga underarter finns listade i Catalogue of Life.